# Ville (Franciaország)
Ville település Franciaországban, Oise megyében. Lakosainak száma 746 fő (2022. január 1.). Ville Cannectancourt, Chiry-Ourscamp, Évricourt, Larbroye, Passel, Ribécourt-Dreslincourt és Suzoy községekkel határos.

## Népesség
A település népessége az elmúlt években az alábbi módon változott:
| Lakosok száma | 775  | 766  | 779  | 762  | 759  | 758  | 755  | 750  | 746  |
|               | 2013 | 2015 | 2016 | 2017 | 2018 | 2019 | 2020 | 2021 | 2022 |